# Estación antártica Comandante Ferraz

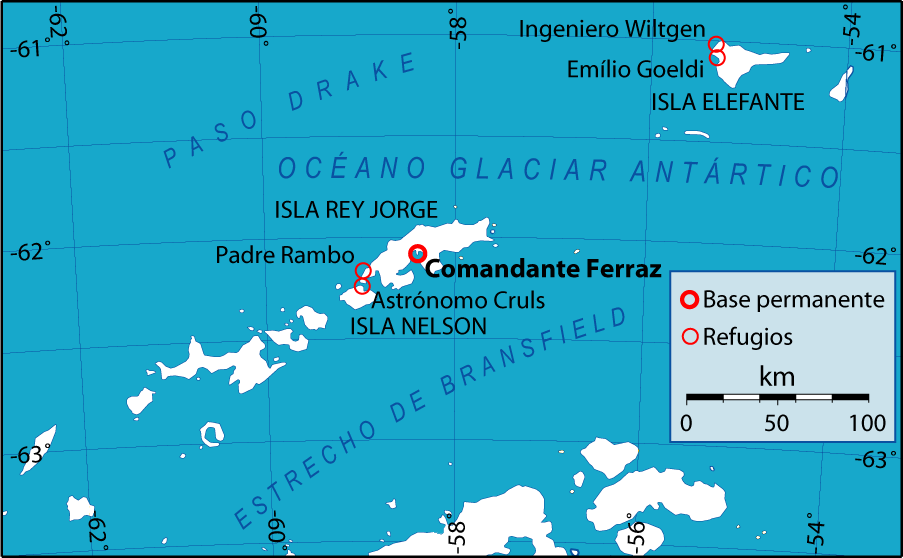
Ubicación de la base en las Islas Shetland del Sur, al centro del mapa.

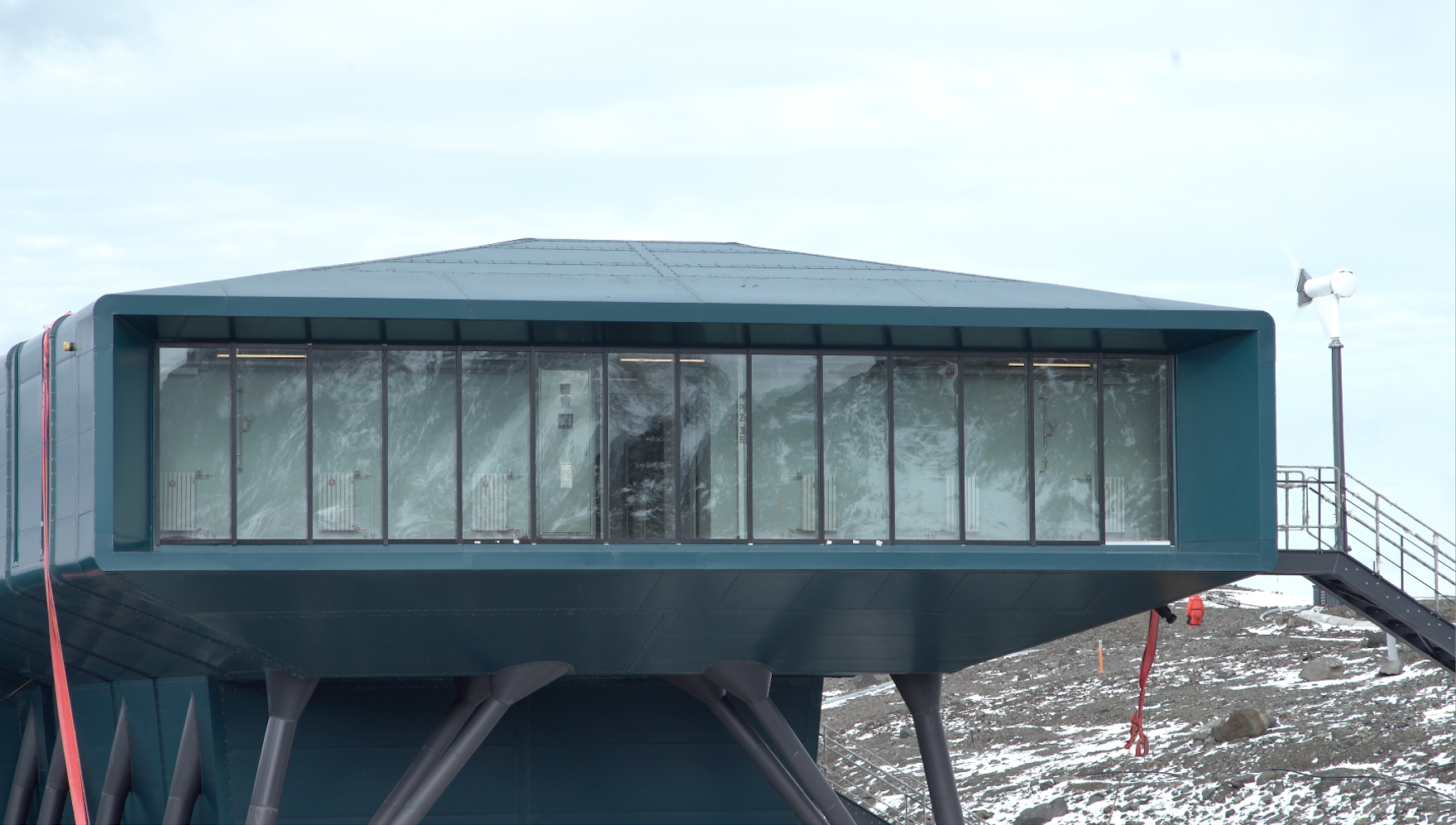
Estação Antártica, 2019

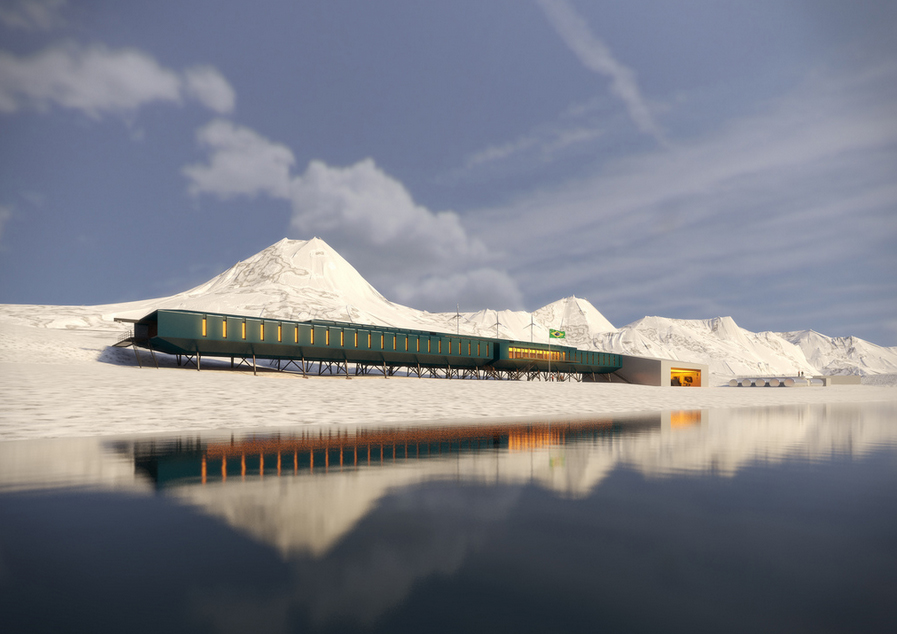
La nueva Estación Antártica Comandante Ferraz

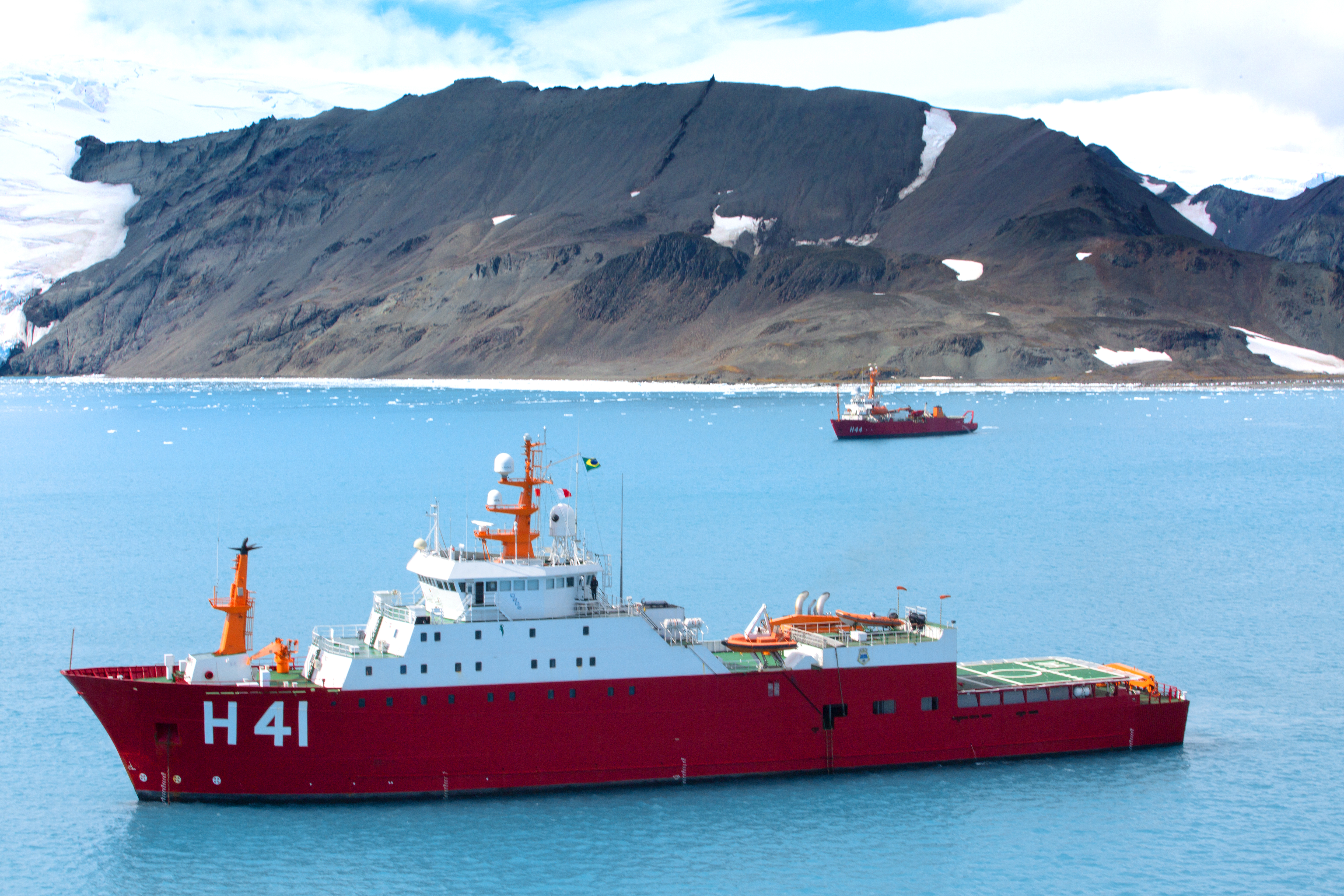
El Alte. Maximiano en la Estación antártica Comandante Ferraz

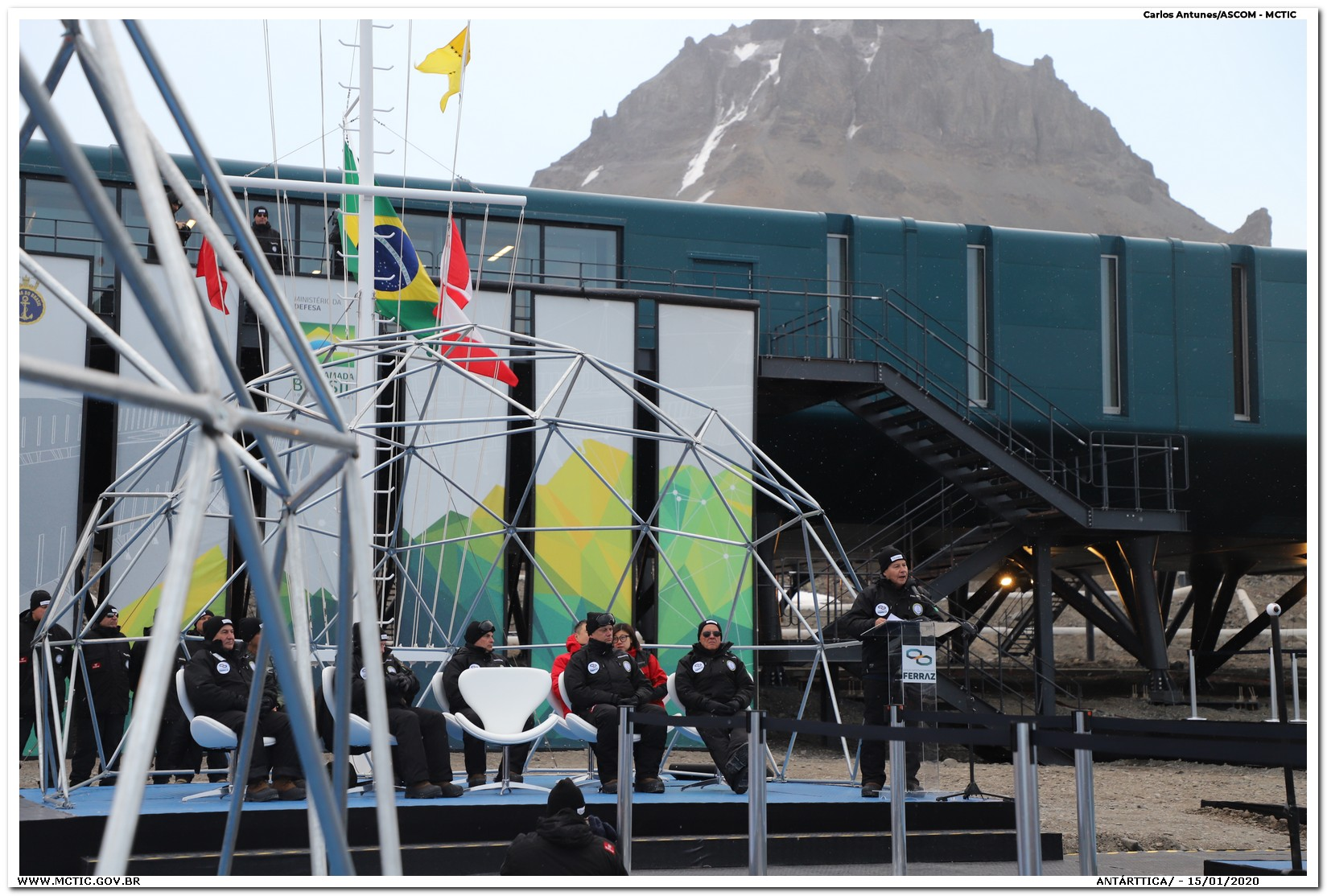
Inauguración de las nuevas instalaciones de Base Comandante Ferraz, 2020

La estación antártica Comandante Ferraz (en portugués: Estação Antártica Comandante Ferraz) es una base permanente (operativa todo el año) de Brasil. Se ubica en las coordenadas geográficas 62°05′0″S 58°23′28″O / -62.08333, -58.39111, en la bahía Almirantazgo (en portugués: bahía do Almirantado), isla Rey Jorge, en las islas Shetland del Sur. Fue inaugurada el 6 de febrero de 1984.
La base fue bautizada en honor al comandante de la marina brasileña Luís Antônio de Carvalho Ferraz, hidrógrafo y oceanógrafo que visitó la Antártida en dos oportunidades a bordo de barcos británicos. Tuvo un papel decisivo en persuadir al gobierno de su país para desarrollar un programa antártico, y murió repentinamente en 1982 mientras representaba a Brasil en una conferencia oceanográfica en Halifax.
A partir de 1986 la base pasó a ser dotada todo el año por 2 grupos de 8 militares de la Marina de Brasil, 24 investigadores en verano y 5 en invierno. Los grupos de militares se relevaban en períodos de diciembre a marzo. En marzo de 1996, se realizó la primera permanencia continua por 12 meses.
La base contaba inicialmente con 8 módulos, hoy llega a 62, constituida por alojamientos, oficinas, sala de estar, enfermería, almacenes, cocina, lavandería, biblioteca y un pequeño gimnasio. En 1994 se construyó un helipuerto con capacidad de operar helicópteros de porte mediano.
La base Comandante Ferraz está construida en el mismo lugar que la antigua británica base G, y las dañadas estructuras de madera de la vieja base contrastan con las brillantes estructuras metálicas verde y anaranjado de la base brasileña, que fue levantada en 1984. Más arriba de la base hay un pequeño cementerio con cinco cruces. Tres son las tumbas de personal del British Antarctic Survey (BAS); la cuarta conmemora a un líder de base del BAS perdido en el mar. La quinta cruz es la tumba de un sargento radio-operador brasileño que murió de un ataque cardíaco en Ferraz en 1990.
Dos refugios de emergencia se encuentran en las inmediaciones de la Base Ferraz en la península Keller. Son denominados Refugio 1 y Refugio 2, y están ubicados al sur y al oeste de la base, respectivamente.

## Incendio del 2012
El 25 de febrero de 2012, una explosión en una sala de máquinas en la estación, cercana a la base argentina Jubany, causó un incendio, que según confirmó el director de la Dirección Nacional del Antártico de Argentina Mariano Mémolli, “arrasó prácticamente con toda la estación”. De las 59 personas que se encontraban, 44 (30 científicos, un alpinista, un representante del Ministerio de Ambiente y 12 trabajadores de la Arsenal de Marinha do Rio de Janeiro) evacuaron, y otros 12 soldados permanecieron para combatir el fuego, finalizando con 2 fallecidos y un tercero herido.
De inmediato concurrió en auxilio el buque oceanográfico argentino ARA Puerto Deseado desde donde desembarcó ayuda en botes neumáticos, con máscaras para incendios y dos motobombas manuales, así como el buque hidrográfico ROU 22 "Oyarvide" de la armada uruguaya, el cual brindó apoyo en las tareas de evacuación. También concurrieron al lugar tres helicópteros de la base chilena Presidente Frei Montalva y personal de la base polaca Arctowski.
Un total de 45 personas regresaron de la Antártida en un avión Hércules C 130 argentino a la ciudad chilena de Punta Arenas, desde donde partirían a Río Gallegos, para volver a Brasil.